# Euplexia pericalles
Euplexia pericalles är en fjärilsart som beskrevs av Fletcher 1961. Euplexia pericalles ingår i släktet Euplexia och familjen nattflyn. Inga underarter finns listade i Catalogue of Life.